# Анна-Мария Конова
Анна-Мария Конова е българска журналистка от Нова телевизия, водеща на предаването „Пресечна точка“.

## Биография
Анна-Мария Конова е родена на 28 юли 1990 г.. Завършва руска гимназия в София.  По-късно завършва международни отношения в Университета за национално и световно стопанство, а след това придобива и магистърска степен по международни икономически отношения със специализация по международни финанси.
Започва работа като стажант на Би Ти Ви, а по-късно е репортер в предаването „Тази сутрин“ и „Би Ти Ви Новините“. Става автор на редица материали на социални и здравни теми. Като репортер отразява и бежанските проблеми в едни от най-горещите точки и лагери на остров Лесбос и в Малта.
Тя се присъединява към екипа на Нова телевизия през пролетта на 2021 г. като репортер в „Новините на NOVA“, отразявайки политическите събития в страната. От август 2022 до август 2023 г. е водеща на съботно-неделния сутрешен блок „Събуди се“, докато титулярната водеща Марина Цекова e в отпуск по майчинство. През есента на 2023 г. става водеща на публицистичното предаване „Пресечна точка“.

## Награди и отличия
През 2019 и 2020 г. тя получава годишната награда „Журналистика за развитие“, за отразяването на бежанската криза в Босна и Херцеговина в пограничната зона с Хърватия. Отличие взима и за репортажите си от Африка, които разказват за производителите на какао, които никога не са опитвали шоколад.